# Liste der Bodendenkmäler in Neuss
Die Liste der Bodendenkmäler in Neuss nennt die Bodendenkmäler in Neuss, Nordrhein-Westfalen, mit Stand 2020:

## Liste
| Nummer   | Beschreibung | Bild |
| -------- | --- | ---- |
| BD 01    | Nordkanal, Teilabschnitt des „Grand Canal du Nord“ von Napoleon I, entlang Südwestrand der Nordstadt und Stadtmitte bis zur Obererft |      |
| BD 01-01 | Oberstraße, Platz der deutschen Einheit, mittelalterliche Stadtmauer mit Schalenturm                                                 |      |
| BD 01-02 | Niederwallstraße 29, Teilbereich der hist. Stadtmauer mit halbkreisförm. Schalenturm                                                 |      |
| BD 01-03 | Hamtorwall und Hamtorplatz, mittelalterl. Stadtbefestigung                                                                           |      |
| BD 01-04 | Hymgasse/Brückstraße, röm. Vicus und mittelalterl. Stadtkern im Bereich des zentralen Omnibusbahnhofs                                |      |
| BD 01-05 | Mittelalterliche Stadtmauer an der Batteriestr. zwischen Hessentor und Rheintor,                                                     |      |
| BD 01-06 | Marienkirchplatz, Bereich Marienkirchplatz/Bleichgasse, römisches Gräberfeld                                                         |      |
| BD 01-07 | Niedertor, mittelalterl. Stadttor |      |
| BD 01-08 | Nordkanalallee, verfüllter Nordkanal im Bereich St. Josef-Krankenhaus, Teil des „Grand Canal du Nord“ von Napoleon I                 |      |
| BD 04-01 | Kybele-Kultstätte „Fossa Sanguinis“, Gepaplatz, Neuss                                                                                |      |
| BD 04-02 | Galgenberg, Motte und/oder Richtstätte Galgenberg, Galgenberger Weg                                                                  |      |
| BD 04-03 | Motte Haus Selikum, ehem. Niederungsburg, jetzt „Schloss Reuschenberg“, südlich des Nixhütter Weges zwischen Erft und Erftflutgraben |      |
| BD 04-04 | Frühe römische Lager aus augusteisch-tiberischer Zeit, Neuss-Gnadental, Bereich Kölner Str./Sophienstraße                            |      |
| BD 04-05 | Frühe römische Lager aus augusteisch-tiberischer Zeit, Schnittpunkt der Lagerumwehrungen B und D, Gnadental, Dunantstr. 31           |      |
| BD 04-06 | Römisches Legionslager Novaesium und römisches Auxiliarlager (Koenenlager), Gnadental, Flur 21, großflächig,                         |      |
| BD 07-01 | Motte Kyburg (Erprather Burg), Weckhoven, Mottenhügel am Ortsrand von Weckhoven, zwischen Erft und Gillbachmündung                   |      |
| BD 07-02 | Wüstung Rüblinghoven, Weckhoven, Siedlung und Niederungsburg, südwestlich des Ortsrands von Weckhoven                                |      |
| BD 07-03 | Motte Helpenstein, westl. des Ortsrandes von Helpenstein, südlich der verlängerten Grafenstr.                                        |      |
| BD 07-04 | Motte Hombroich Vusseberg, 200 m südlich von Gut Hombroich am Westufer der Erft                                                      |      |
| BD 07-05 | Theisenhof, Hofesfeste Theisenhof, Lövelinger Str.                                                                                   |      |
| BD 07-06 | Buscher Acker in Neuss-Grefrath, römischer Siedlungsplatz OV-2008/1005                                                               |      |
| BD 08-01 | Motte Haus Neuenberg, Rosellen, östlich anschließend an Gut Neuenberg/Rosellen                                                       |      |
| BD 08-02 | Mesolithischer Fundplatz Rosellen 7, 300 m nordwestlich von Neuenbaum am Fuß der Mittelterrassenkante                                |      |
| BD 09-01 | Motte Alt Wahlscheider Hof, nordwestlich anschließend an den Alt-Wahlscheider Hof, Grimlinghausen                                    |      |
| BD 09-02 | Alte Batterie, 1794 von französischen Truppen angelegte Geschützstellung, am Rheinufer nördlich Uedesheim, ca. 1300 m vom Ortsrand   |      |
| BD 09-03 | Kleinkastell am Reckberg, römisches Kleinkastell auf dem Reckberg, Nordseite der Straße Am Reckberg                                  |      |